# Mari van den Dungen
Marius van den Dungen ('s-Hertogenbosch, 18 mei 1936 – 8 juni 2016) was een Nederlands voetballer.

## Loopbaan
Van den Dungen begon bij Wilhelmina en ging in 1955 naar BVV. Hij nam deel aan het FIFA Jeugdtoernooi 1954.
In 1960 werd hij door trainer Joop de Busser naar N.E.C. gehaald om de Nijmeegse Tweede-divisieclub meer scorend vermogen te bieden.
In februari 1962 nam hij in verband met familieomstandigheden de zuidvruchtenhandel van zijn vader over en stopte hij met voetballen. Later werd hij eigenaar van een transportbedrijf en daarna van een fabriek in kleinschalige betonproducten, om zich vervolgens te richten op de aandelenhandel.

## Carrièrestatistieken
| Seizoen         | Club            | Land            | Competitie       | Competitie | Competitie | Beker | Beker | Internationaal | Internationaal | Overig | Overig | Totaal | Totaal |
| Seizoen         | Club            | Land            | Competitie       | Wed.       | Dlp.       | Wed.  | Dlp.  | Wed.           | Dlp.           | Wed.   | Dlp.   | Wed.   | Dlp.   |
| --------------- | --------------- | --------------- | ---------------- | ---------- | ---------- | ----- | ----- | -------------- | -------------- | ------ | ------ | ------ | ------ |
| 1955/56         | BVV             | Nederland       | Hoofdklasse B    | –          | 8          | –     | –     | 0              | 0              | 0      | 0      | –      | 8      |
| 1956/57         | BVV             | Nederland       | Eredivisie       | –          | –          | –     | –     | 0              | 0              | 0      | 0      | –      | –      |
| 1957/58         | BVV             | Nederland       | Eredivisie       | –          | –          | –     | –     | 0              | 0              | 0      | 0      | –      | –      |
| 1958/59         | BVV             | Nederland       | Eerste divisie A | –          | –          | –     | 0     | 0              | 0              | 0      | 0      | –      | –      |
| 1959/60         | BVV             | Nederland       | Eerste divisie B | –          | –          | –     | –     | 0              | 0              | 0      | 0      | –      | –      |
| 1960/61         | N.E.C.          | Nederland       | Tweede divisie   | 24         | 9          | 2     | 1     | 0              | 0              | 0      | 0      | 26     | 10     |
| 1961/62         | N.E.C.          | Nederland       | Tweede divisie   | 11         | 3          | 1     | 0     | 0              | 0              | 0      | 0      | 12     | 3      |
| Carrière totaal | Carrière totaal | Carrière totaal | Carrière totaal  | –          | –          | –     | 1     | 0              | 0              | –      | 0      | –      | –      |